# Державний театр ляльок Удмуртської Республіки
Державний театр ляльок Удмуртської Республіки (рос. Государственный театр кукол Удмуртской Республики) — державний ляльковий театр у столиці Удмуртії (Росія) місті Іжевську, професіональний репертуарний театр із 70-літньою історією (один з найстаріших у країні) й власними традиціями.

## Загальні дані
Державний театр ляльок Удмуртської Республіки міститься у спеціально збудованій просторій функціональній будівлі за адресою:
вул. Ломоносова, буд. 9, м. Іжевськ-426004 (Удмуртська Республіка, Росія).
Нині директором закладу є Жуковська Людмила Михайлівна.

## З історії та сьогодення театру
Ляльковий театр в Іжевську було утворено 1935 року.
Організаторами театру були С. Ломовська та М. Точиліна (Стрелкова), що закінчили спеціальні курси при Центральному театрі ляльок (Москва) під керівництвом С.В. Образцова. Першими акторами театру стали учасники художньої самодіяльності. 
Театр відкрився прем'єрним показом спектаклю «Вор-нахал человеком стал» за п'єсою Є. Сперанського, режисерів С. Ломовської  та М. Точиліної, що відбувся 24 квітня 1935 року. 
Під час Другої Світової війни театр ляльок був єдиним театром в Іжевську, який не припинив своєї діяльності.
У 1980 році колектив отримав власне сучасне приміщення, яке у 2-й половині 2000-х було реконструйоване на потребу сучасним вимогам для подібного закладу. Відтак, 14 грудня 2009 року після капітального ремонту було відкрито Державний театр ляльок Удмуртської Республіки, і в ньому розпочався ювілейний 75-й сезон.  
Державний театр ляльок Удмуртської Республіки є лауреатом Премії Комсомолу Удмуртії, Державної премії Удмуртської Республіки, був нагороджений почесними грамотами Мінкультури РФ за роботу з виховання підростаючого покоління, не раз візначався закордонними преміями.

## Репертуар і діяльність
В репертуарі Державного театру ляльок Удмуртської Республіки — широкий спектр вистав для дітей, від казок народів світу до російської та національної удмуртської класики.
Є в афіші закладу й вистави для юних і дорослих глядачів — так, великою популярністю користуються комедія за п'єсою Г. Горіна «Шут Балакирев», «Поэт или Разговор с собственным чертом» Ф. Смольянінова, «Записки сумасшедшего». 
Державний театр ляльок Удмуртської Республіки  — постійний учасник різноманітних міжнародних фестивалів дитячих театрів.
Найкращі спектаклі іжевських лялькарів регулярно презентуються на Міжнародному фестивалі «Малахитовая шкатулка» (м. Єкатеринбург). На фестивалі театрів ляльок «Большой Урал-Поволжье» 2003 року роботу режисера театру Ф. Шевякова «Поэт или Разговор с собственным чертом» здобула премії з п'яти номінацій. У 2006 році театр на I Міжнародному фестивалі дитячих театрів «Соломенный жаворонок» у місті Челябінську за виставу «Записки сумасшедшего» був удостоєний головного призу в номінаціях «Найкраща режисерська робота» (режисер Ф. Шевяков) та «Найкраща чоловіча роль» (актор А. Мустаєв).

## Виноски
1. ↑  В Іжевську відкрився відреставрований Театр ляльок, повідомлення у «Аргументы и Факты в Удмуртии» [Архівовано 2 червня 2010 у Wayback Machine.] (рос.)

## Джерело-посилання
- Державний театр ляльок Удмуртської Республіки [Архівовано 3 березня 2018 у Wayback Machine.] на Офіційне інтернет-представництво Удмуртської Республіки [Архівовано 14 жовтня 2018 у Wayback Machine.] (рос.)